# Xenicibis
El ibis de Jamaica, ibis jamaiquino no volador o ibis con ala de maza (Xenicibis xympithecus) es una especie extinta de ave perteneciente a la subfamilia de los ibis y se caracteriza por sus alas con extremo de maza. Es la única especie conocida en el género Xenicibis, y uno de los dos únicos géneros no voladores de ibis, junto al género Apteribis que era endémico de Hawaii.

Ilustración de los huesos del ala de un ibis blanco americano (izquierda) y el ibis de Jamaica (derecha). Los huesos son puestos a escala de manera que los húmeros sean del mismo tamaño para facilitar la comparación de los cambios morfológicos.

## Descripción
La especie fue descrita originalmente en 1977 basándose en elementos óseos postcraneales excavados de un depósito en una caverna en la Caverna Long Mile, Jamaica por H. E. Anthony en 1919–1920. Por entonces, se presumió que era no voladora basándose en su coracoides incompleto; su incapacidad de volar fue confirmada después con el hallazgo de un húmero de la misma especie en la Caverna Swansea, Jamaica. Nuevos fósiles hallados de dos lugares, incluyendo la Fisura Red Hills, muestran que el ave tenía una peculiar modificación del carpometacarpo conformando una suerte de maza. El metacarpo está alargado y curvado distalmente con paredes óseas engrosadas, mientras que la ulna y el radio han sido igualmente modificados. Este era una especie grande de ibis, pesando cerca de 2 kilogramos.

### Función de la maza del ala
Los ornitólogos especulan que las alas eran usadas como armas, a manera de maza o de mangual, de forma similar a las adaptaciones halladas en algunas langostas mantis (Stomatopoda: Gonodactyloidea) que poseen un dáctilo agrandado distalmente en forma de maza que usan para golpear a sus presas y a otras langostas. Sin embargo, esta adaptación nunca se ha visto en ninguna clase de ave conocida. Las adaptaciones del ala para luchar en las aves en un ejemplo de contingencia en la que varias especies de aves hallaron diferentes soluciones para el mismo problema según las oportunidades.

## Distribución
Como indica su nombre, el ibis de Jamaica era endémico de dicha isla. Sus huesos se han excavado en varias cavernas, incluyendo la Caverna Long Mile, la Caverna Swansea, la Caverna Jackson's Bay y la Fisura Red Hills. Se ha afirmado que huesos de Cuba pertenecerían a este género pero fueron más tarde identificados como de carraos. Jamaica y Cuba siempre han estado separadas por el mar, lo que hace improbable que una especie no voladora alcanzara las demás islas.